# Long may you run (single van The Stills-Young Band)
Long may you run is een lied van The Stills-Young Band. Deze formatie van Neil Young en Stephen Stills bracht het in 1976 uit op een single met 12/8 blues (All the same) op de B-kant. Het nummer verscheen hetzelfde jaar op hun gelijknamige elpee. In 1993 bracht Young het nummer nogmaals als liveversie uit op een single.
Het lied is een eerbetoon aan Youngs oude auto, die hij in 1962 tegen het lijf liep. Sindsdien zijn er jaren verstreken waarin ze samen veel dingen hebben meegemaakt. Daarnaast worden The Beach Boys in de tekst genoemd en het nummer Caroline no van hun klassieke album  Pet Sounds.

## Covers
Als cover verscheen het nummer vooral op elpees. Deze kwamen van bijvoorbeeld Emmylou Harris (Last date, 19882), Josh Ritter & Sarah Harmer (Snow is gone, 2004), Storyhill (Duotones, 2005), Sisters Euclid (Run Neil run, 2006), Willy Clay Band (Hollow, 2007), Chris Seldon (Borrowed tunes II - A tribute to Neil Young, 2007) en Nils Lofgren (The loner (Nils sings Neil), 2008).

## Hitnoteringen
De single belandde in 1976 in Nederland, Noorwegen en Nieuw-Zeeland in de hitlijsten. Er waren geen hitnoteringen in België, de VS of Canada. De livesingle uit 2003 bereikte de hitlijsten in Noord-Amerika en het Verenigd Koninkrijk. Het nummer was een alarmschijf in 1976.

### Nederland
| "Long may you run" in de Nederlandse Top 40 van 04-09-1976 t/m 23-10-1976 | "Long may you run" in de Nederlandse Top 40 van 04-09-1976 t/m 23-10-1976 | "Long may you run" in de Nederlandse Top 40 van 04-09-1976 t/m 23-10-1976 | "Long may you run" in de Nederlandse Top 40 van 04-09-1976 t/m 23-10-1976 | "Long may you run" in de Nederlandse Top 40 van 04-09-1976 t/m 23-10-1976 | "Long may you run" in de Nederlandse Top 40 van 04-09-1976 t/m 23-10-1976 | "Long may you run" in de Nederlandse Top 40 van 04-09-1976 t/m 23-10-1976 | "Long may you run" in de Nederlandse Top 40 van 04-09-1976 t/m 23-10-1976 | "Long may you run" in de Nederlandse Top 40 van 04-09-1976 t/m 23-10-1976 | "Long may you run" in de Nederlandse Top 40 van 04-09-1976 t/m 23-10-1976 |
| Week                                                                      | 1                                                                         | 2                                                                         | 3                                                                         | 4                                                                         | 5                                                                         | 6                                                                         | 7                                                                         | 8                                                                         |                                                                           |
| ------------------------------------------------------------------------- | ------------------------------------------------------------------------- | ------------------------------------------------------------------------- | ------------------------------------------------------------------------- | ------------------------------------------------------------------------- | ------------------------------------------------------------------------- | ------------------------------------------------------------------------- | ------------------------------------------------------------------------- | ------------------------------------------------------------------------- | ------------------------------------------------------------------------- |
| Positie                                                                   | 28                                                                        | 21                                                                        | 18                                                                        | 17                                                                        | 28                                                                        | 31                                                                        | 35                                                                        | 38                                                                        | uit                                                                       |

| "Long may you run" in de Nederlandse Nationale Hitparade van 25-09-1976 t/m 04-12-1976 | "Long may you run" in de Nederlandse Nationale Hitparade van 25-09-1976 t/m 04-12-1976 | "Long may you run" in de Nederlandse Nationale Hitparade van 25-09-1976 t/m 04-12-1976 | "Long may you run" in de Nederlandse Nationale Hitparade van 25-09-1976 t/m 04-12-1976 | "Long may you run" in de Nederlandse Nationale Hitparade van 25-09-1976 t/m 04-12-1976 | "Long may you run" in de Nederlandse Nationale Hitparade van 25-09-1976 t/m 04-12-1976 | "Long may you run" in de Nederlandse Nationale Hitparade van 25-09-1976 t/m 04-12-1976 | "Long may you run" in de Nederlandse Nationale Hitparade van 25-09-1976 t/m 04-12-1976 | "Long may you run" in de Nederlandse Nationale Hitparade van 25-09-1976 t/m 04-12-1976 | "Long may you run" in de Nederlandse Nationale Hitparade van 25-09-1976 t/m 04-12-1976 | "Long may you run" in de Nederlandse Nationale Hitparade van 25-09-1976 t/m 04-12-1976 | "Long may you run" in de Nederlandse Nationale Hitparade van 25-09-1976 t/m 04-12-1976 | "Long may you run" in de Nederlandse Nationale Hitparade van 25-09-1976 t/m 04-12-1976 |
| Week                                                                                   | 1                                                                                      | 2                                                                                      | 3                                                                                      | 4                                                                                      | 5                                                                                      | 6                                                                                      | 7                                                                                      | 8                                                                                      | 9                                                                                      | 10                                                                                     | 11                                                                                     |                                                                                        |
| -------------------------------------------------------------------------------------- | -------------------------------------------------------------------------------------- | -------------------------------------------------------------------------------------- | -------------------------------------------------------------------------------------- | -------------------------------------------------------------------------------------- | -------------------------------------------------------------------------------------- | -------------------------------------------------------------------------------------- | -------------------------------------------------------------------------------------- | -------------------------------------------------------------------------------------- | -------------------------------------------------------------------------------------- | -------------------------------------------------------------------------------------- | -------------------------------------------------------------------------------------- | -------------------------------------------------------------------------------------- |
| Positie                                                                                | 12                                                                                     | 5                                                                                      | 3                                                                                      | 3                                                                                      | 4                                                                                      | 3                                                                                      | 3                                                                                      | 6                                                                                      | 10                                                                                     | 14                                                                                     | 19                                                                                     | uit                                                                                    |

### Andere landen
| Jaar        | Land                    | pieknotering | aantal weken |
| ----------- | ----------------------- | ------------ | ------------ |
| 1976        | Nieuw-Zeeland           | 17           | 3            |
| 1976        | Noorwegen               | 19           | 2            |
| 2003 (live) | Canada                  | 28           | ?            |
| 2003 (live) | Verenigde Staten (Rock) | 34           | ?            |
| 2003 (live) | Verenigd Koninkrijk     | 71           | ?            |